# Gyarmati István (színművész)

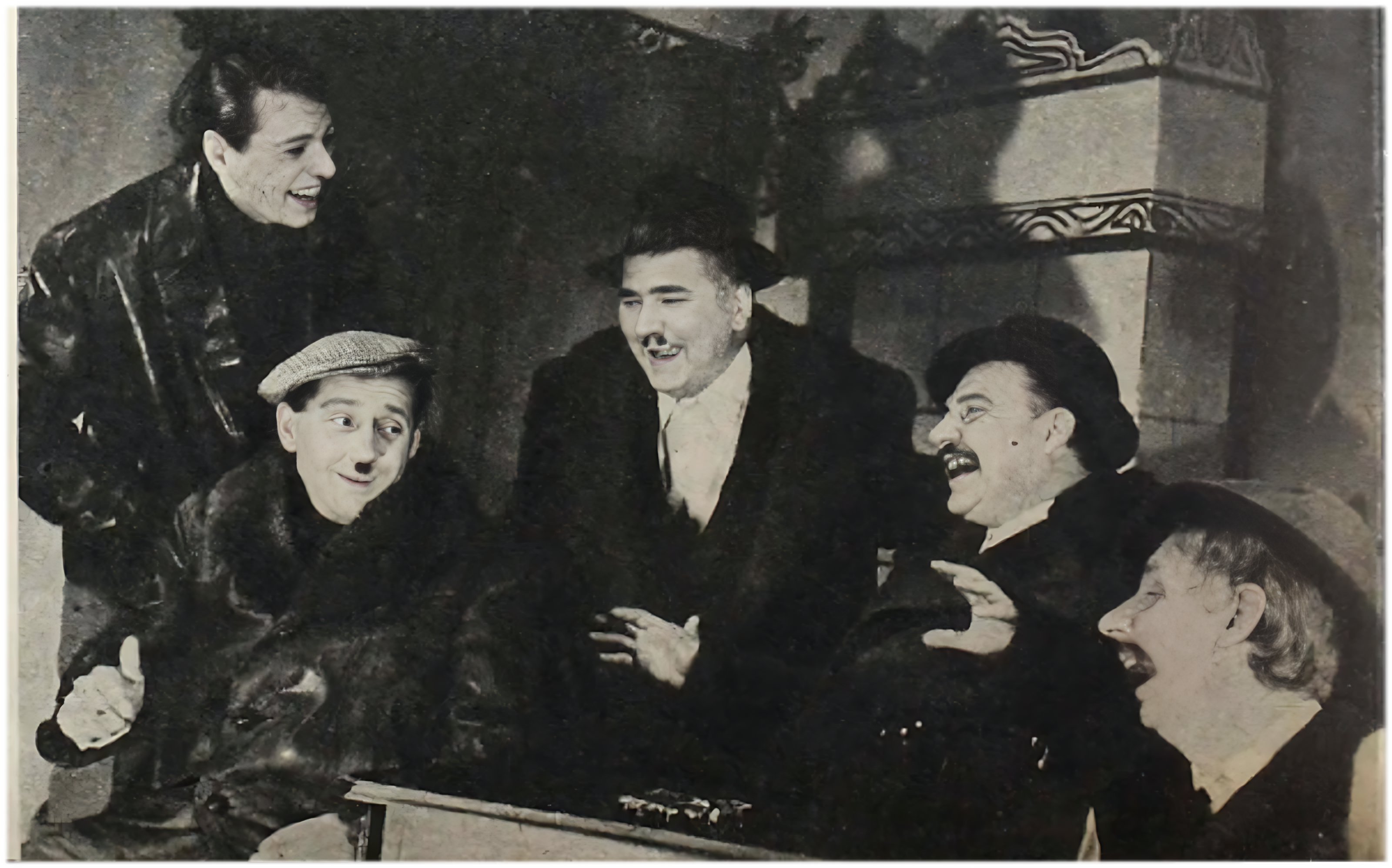
Balról: Ferenczy István, Tarr László, Tamás Ferenc, Kiss László és Gyarmati István A fül című darabban 1967-ben Marosvásárhelyen

Gyarmati István (Margitta, 1929. június 25. – Marosvásárhely, 1995. november 30.) romániai magyar színész.

## Pályafutása
A Szatmárnémeti Pedagógiai Iskola elvégzése után, 1949-1950 között tanító volt a Micskei Általános Iskolában (Bihar megye). 1950-51 között a Kolozsvári Bolyai Egyetem orosz tanszékének volt a hallgatója. 1952-ben kérte áthelyezését a Marosvásárhelyi Szentgyörgyi István Színművészeti Intézetbe, ahol 1955-ben színészként diplomázott, majd egy évadot Kolozsváron töltött. Ezt követően haláláig Marosvásárhelyen játszott, az Állami Székely Színház illetve 1978-tól a jogutód Marosvásárhelyi Nemzeti Színház tagjaként.

## Fontosabb színházi szerepei
- Tiribi (Heltai Jenő: A néma levente)
- Einstein (Friedrich Dürrenmatt: A fizikusok)
- Csupor Aladár (Csiky Gergely: Buborékok)
- Szalay (Barta Lajos: Szerelem)
- Forintos (Szabó Lajos: Hűség)
- Malvolio (William Shakespeare: Vízkereszt, vagy amit akartok)
- Forlipopoli, őrgróf (Carlo Goldoni: A fogadósné)
- Berreh, ördögfi (Vörösmarty Mihály: Csongor és Tünde)
- Ferapont (Anton Pavlovics Csehov: Három nővér)
- Főinkvizitor (Friedrich Schiller: Don Carlos)
- Mihail Ivanov Kosztiljov, az éjjeli menedékhely tulajdonosa (Makszim Gorkij: Éjjeli menedékhely)
- Giuseppe Givola, virágkereskedő (Bertolt Brecht: Állítsátok meg Arturo Uit! )

## Filmjei
- Forró vizet a kopaszra! (1972) – Boróka Mihály
- Buzduganul cu trei peceţi (1977)
- A ménesgazda (1978)